# Almir Santos Pinto

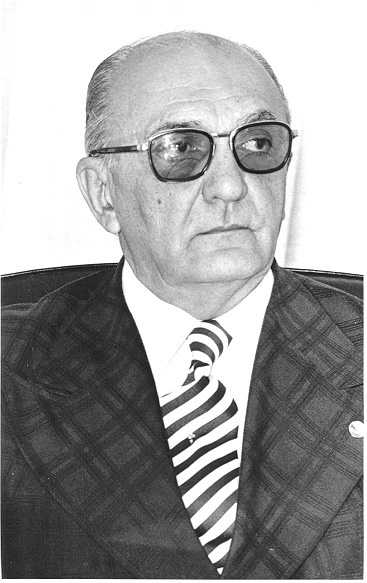
Senador Almir Pinto.

Almir Santos Pinto (Lavras da Mangabeira, 15 de fevereiro de 1913 – 11 de novembro de 1991) foi um médico e político brasileiro que foi em quatro ocasiões secretário de estado no Ceará e prefeito (1942-1946). Expoente do PSD foi eleito deputado estadual em 1947, 1951 (em um pleito suplementar), 1954, 1958 e 1962 até ingressar na ARENA após o Regime Militar de 1964 e se reeleger nos anos de 1966, 1970 e 1974. Por três vezes presidente da Assembleia Estadual, vindo assumir algumas vezes o Governo do Estado. Em 1978 foi eleito primeiro suplente do senador César Cals exercendo o mandato durante todo o governo João Figueiredo (1979-1985) visto que o titular foi nomeado Ministro das Minas e Energia. Foi também filiado ao PDS.